# Lista över avsnitt av Sherlock Holmes
Följande artikel är en lista över avsnitt av The Adventures of Sherlock Holmes (1984–1985), The Return of Sherlock Holmes (1986–1988), The Case-Book of Sherlock Holmes (1991–1993) och The Memoirs of Sherlock Holmes (1994), kollektivt kända som Sherlock Holmes, en brittisk serie med adaptioner av Arthur Conan Doyles berättelser om Sherlock Holmes, producerade av Granada Television och ursprungligen sända på ITV. I seriens huvudroll som Sherlock Holmes ses Jeremy Brett och som Dr. Watson David Burke (i Adventures) samt Edward Hardwicke (i Return, Case-Book, Memoirs). För serien adapterades 42 av originalberättelserna till 41 avsnitt, 36 av dessa är 50 minuter långa och fem i långfilmsformat. 

## Serieöversikt
| Feature-length special | TV-film |

| Titel                             | Serie/TV-film                   | Serie/TV-film                   | Avsnitt | Sändningsdatum   | Sändningsdatum    |
| Titel                             | Serie/TV-film                   | Serie/TV-film                   | Avsnitt | Säsongspremiär   | Säsongsavslut     |
| --------------------------------- | ------------------------------- | ------------------------------- | ------- | ---------------- | ----------------- |
| The Adventures of Sherlock Holmes | 1                               | 1                               | 7       | 24 april 1984    | 5 juni 1984       |
| The Adventures of Sherlock Holmes | 2                               | 2                               | 6       | 25 augusti 1985  | 29 september 1985 |
| The Return of Sherlock Holmes     | 3                               | 3                               | 7       | 9 juli 1986      | 20 augusti 1986   |
| The Return of Sherlock Holmes     | "The Sign of Four"              | "The Sign of Four"              | 1       | 29 december 1987 | 29 december 1987  |
| The Return of Sherlock Holmes     | 4                               | 4                               | 4       | 6 april 1988     | 27 april 1988     |
| The Return of Sherlock Holmes     | "The Hound of the Baskervilles" | "The Hound of the Baskervilles" | 1       | 31 augusti 1988  | 31 augusti 1988   |
| The Case-Book of Sherlock Holmes  | 5                               | 5                               | 6       | 21 februari 1991 | 28 mars 1991      |
| The Case-Book of Sherlock Holmes  | 6                               | "The Master Blackmailer"        | 3       | 2 januari 1992   | 2 januari 1992    |
| The Case-Book of Sherlock Holmes  | 6                               | "The Last Vampyre"              | 3       | 27 januari 1993  | 27 januari 1993   |
| The Case-Book of Sherlock Holmes  | 6                               | "The Eligible Bachelor"         | 3       | 3 februari 1993  | 3 februari 1993   |
| The Memoirs of Sherlock Holmes    | 7                               | 7                               | 6       | 7 mars 1994      | 11 april 1994     |

## Avsnittsguide

### The Adventures of Sherlock Holmes(1984–1985)
| Nr | Titel                   | Baserad på                               | Sändningsdatum    | Synopsis |
| -- | ----------------------- | ---------------------------------------- | ----------------- | --- |
| 1  | "A Scandal in Bohemia"  | "A Scandal in Bohemia"                   | 24 april 1984     | Kungen av Böhmen (Wolf Kahler) ber Holmes om hjälp med att få tillbaka ett foto som vore känsligt om det kom ut, från skådespelaren och sångerskan Irene Adler (Gayle Hunnicutt), som visar sig vara en värdig motståndare till Holmes.                                            |
| 2  | "The Dancing Men"       | "The Adventure of the Dancing Men"       | 1 maj 1984        | Hilton Cubitt (Tenniel Evans) sysselsätter Holmes när teckningar av dansande figurer dyker upp runtomkring hans ägor och skrämmer slag på hans unga amerikanska fru Elsie (Betsy Brantley).                                                                                        |
| 3  | "The Naval Treaty"      | "The Adventure of the Naval Treaty"      | 8 maj 1984        | Holmes måste hitta ett flottfördrag som stulits från en kontorist (David Gwillim) och förhindra en internationell skandal. |
| 4  | "The Solitary Cyclist"  | "The Adventure of the Solitary Cyclist"  | 15 maj 1984       | Violet Smith (Barbara Wilshere), en ung musiklärare, kontaktar Holmes när hon inser att hon förföljs av en mystisk cyklist; Holmes förbinder detta med hennes arbetsgivares frieri.                                                                                                |
| 5  | "The Crooked Man"       | "The Adventure of the Crooked Man"       | 22 maj 1984       | En borttappad nyckel hjälper Holmes med att bevisa att överste Barclays fru (Lisa Daniely) är oskyldig, efter att hennes make (Denys Hawthorne) hittats död. |
| 6  | "The Speckled Band"     | "The Adventure of the Speckled Band"     | 29 maj 1984       | Helen Stoner (Rosalyn Landor) söker Holmes hjälp då hennes styvfar Dr Grimesby Roylott (Jeremy Kemp) flyttat in henne i rummet där hennes syster mystiskt dog. |
| 7  | "The Blue Carbuncle"    | "The Adventure of the Blue Carbuncle"    | 5 juni 1984       | Holmes och Watson tar sig an en utredning under julhelgen, då en unik blå karbunkel lyckats hamna inuti en gås. |
| 8  | "The Copper Beeches"    | "The Adventure of the Copper Beeches"    | 25 augusti 1985   | Violet Hunter (Natasha Richardson) kontaktar Holmes angående hennes nya arbetsgivares (Joss Ackland) märkliga önskemål om att hon måste klippa håret kort och ha på sig en speciell klänning i tjänsten.                                                                           |
| 9  | "The Greek Interpreter" | "The Adventure of the Greek Interpreter" | 1 september 1985  | Holmes, Watson och Holmes äldre bror Mycroft får reda på att en grekisk tolk har kidnappats och tvingas kommunicera med en tillfångatagen person. |
| 10 | "The Norwood Builder"   | "The Adventure of the Norwood Builder"   | 8 september 1985  | En advokat blir tillfrågad av en man (Jonathan Adams), han aldrig tidigare träffat, att ta fram ett testamente åt honom. Där lämnar mannen märkligt nog hela sin förmögenhet till denne. Advokaten konsulterar Holmes efter att han sedan dess anklagats för att ha mördat mannen. |
| 11 | "The Resident Patient"  | "The Adventure of the Resident Patient"  | 15 september 1985 | En läkare (Nicholas Clay) rådgör med Holmes om det udda beteendet hos en man vid namn Blessington (Patrick Newell), som ordnat en prestigefylld läkarmottagning åt honom, mot en procent av hans inkomst.                                                                          |
| 12 | "The Red-Headed League" | "The Adventure of the Red-Headed League" | 22 september 1985 | Jabez Wilson (Roger Hammond) konsulterar Holmes när hans arbetsgivare, som betalat honom för att kopiera av en encyklopedi, mystiskt försvinner och deras sanna mål blir snart uppenbart.                                                                                          |
| 13 | "The Final Problem"     | "The Final Problem"                      | 29 september 1985 | Efter att ha ödelagt Moriartys plan att stjäla Mona Lisa, överlever Holmes flera mordförsök utförda av Moriartys agenter; de två möter sedan varandra för en sista uppgörelse vid Reichenbachfallen.                                                                               |

### The Return of Sherlock Holmes(1986–1988)
| Nr | Titel                           | Baserad på                                    | Sändningsdatum   | Synopsis |
| -- | ------------------------------- | --------------------------------------------- | ---------------- | --- |
| 14 | "The Empty House"               | "The Adventure of the Empty House"            | 9 juli 1986      | Holmes återvänder till England, till Watsons chock och överraskning. Väl hemma måste han återigen stoppa en medlem i Moriartys gäng som försöker mörda honom. |
| 15 | "The Priory School"             | "The Adventure of the Priory School"          | 16 juli 1986     | En rik hertig (Alan Howard) tillåter motvilligt Holmes att söka efter hans tioårige son. Denne har försvunnit från sin skola tillsammans med sin tyska informator. |
| 16 | "The Second Stain"              | "The Adventure of the Second Stain"           | 23 juli 1986     | Premiärministern (Harry Andrews) ber Holmes hjälpa till med att återfinna ett stulet brev som kan leda till krig om det når ut. |
| 17 | "The Musgrave Ritual"           | "The Adventure of the Musgrave Ritual"        | 30 juli 1986     | Medan han hälsar på hos en gammal studiekamrat från universitet, Sir Reginald Musgrave (Michael Culver), kallas Holmes in när den akademiska butlern Brunton (James Hazeldine) försvinner. Han har tidigare blivit påkommen med att läsa ett gammalt dokument om en mystisk uråldrig familjeritual. |
| 18 | "The Abbey Grange"              | "The Adventure of the Abbey Grange"           | 6 augusti 1986   | Lord Brackenstall (Conrad Phillips) har blivit mördad och hans illa tilltygade hustru Lady Mary (Anne-Louise Lambert) vittnar om att en tjuv och hans kumpaner är förövarna bakom nattens brott. Men några vinglas övertygar Holmes om en annan förklaring. |
| 19 | "The Man with the Twisted Lip"  | "The Man with the Twisted Lip"                | 13 augusti 1986  | Watson finner Holmes i en opiumhåla, dit han tagit sig för att leta efter Neville St Clair (Clive Francis). Denne misstänks ha blivit dödad av en tiggare som vistas i byggnaden. Men hans hustru (Eleanor David) är övertygad om att hennes make ännu lever. |
| 20 | "The Six Napoleons"             | "The Adventure of the Six Napoleons"          | 20 augusti 1986  | Holmes kontaktas av inspektör Lestrade, då polisen är förbluffade efter en serie inbrott vars enda syfte verkar vara att stjäla och krossa identiska byster av Napoleon. |
| 21 | "The Sign of Four"              | The Sign of the Four                          | 29 december 1987 | Mary Morstan (Jenny Seagrove) har fått en pärla tillsänt sig varje år sedan hennes fars mystiska försvinnande för tio år sedan. Detta leder Holmes och Watson till sanningen bakom en hemlig pakt mellan fyra straffångar under Sepoyupproret 1857. Många märkliga figurer dyker upp under utredningens gång: en man med ett träben (John Thaw), två originella söner till en major, Thaddeus och Bartholomew Sholto (Ronald Lacey) samt en mystisk och exotisk figur, Tonga (Kiran Shah). |
| 22 | "The Devil's Foot"              | "The Adventure of the Devil's Foot"           | 6 april 1988     | Under en semestervistelse i Cornwall undersöker Holmes ett mystiskt dödsfall, där en kvinna plötsligt avlidit med ett förskräckt ansiktsuttryck, samma afton drevs hennes två bröder från vettet av skräck. |
| 23 | "Silver Blaze"                  | "Silver Blaze"                                | 13 april 1988    | Holmes undersöker vad som ligger bakom en framgångsrik tävlingshästs försvinnande, samt varför hans tränare hittats misshandlad till döds. |
| 24 | "Wisteria Lodge"                | "The Adventure of Wisteria Lodge"             | 20 april 1988    | En amatörkartograf (Donald Churchill) som övernattade hos en annan kartentusiast söker hjälp när det visar sig att hans värd försvunnit mitt på natten. |
| 25 | "The Bruce-Partington Plans"    | "The Adventure of the Bruce-Partington Plans" | 27 april 1988    | Holmes hjälper sin bror Mycroft, då stulna topphemliga blåkopior över en ubåt återfinns på en tjänstemans döda kropp, som ligger på spåren i Londons tunnelbana. |
| 26 | "The Hound of the Baskervilles" | The Hound of the Baskervilles                 | 31 augusti 1988  | Sir Charles Baskerville (Raymond Adamson) hittas död med ett hemskt ansiktsuttryck, efter att ha sett ett mystiskt demoniskt spöke av en gigantisk hund som har hemsökt hans familj. Dr. Mortimer (Alastair Duncan) besöker Sherlock Holmes för att kunna rädda Sir Henry, arvingen till Baskervilles egendomar och för att lösa mysteriet med den demoniska förbannelsen innan det är för sent. Butlern på Baskerville Hall, Mr Barrymore (Ronald Pickup), blir snart misstänkt.          |

### The Case-Book of Sherlock Holmes(1991–1993)
| Nr | Titel                                      | Baserad på                                    | Sändningsdatum   | Synopsis |
| -- | ------------------------------------------ | --------------------------------------------- | ---------------- | --- |
| 27 | "The Disappearance of Lady Frances Carfax" | "The Disappearance of Lady Frances Carfax"    | 21 februari 1991 | Holmes tar sig an fallet att rädda suffragetten Lady Frances Carfax (Cheryl Campbell) efter att Watson träffat henne och lagt märke till att hon varit besvärad av en mystisk man med skägg och sedan försvunnit spårlöst. |
| 28 | "The Problem of Thor Bridge"               | "The Problem of Thor Bridge"                  | 28 februari 1991 | När guvernanten Grace Dunbar (Catherine Russell) arresteras för att ha skjutit och dödat Maria Gibson (Celia Gregory) behöver den döda kvinnans make (Daniel Massey) Holmes hjälp för att kunna bevisa hennes oskuld. |
| 29 | "Shoscombe Old Place"                      | "The Adventure of Shoscombe Old Place"        | 7 mars 1991      | Chefstränaren John Mason (Frank Grimes) i kapplöpningsstallet på Shoscombe Old Place, tillhörande den skuldsatte aristokraten Sir Robert Norberton (Robin Ellis) informerar Holmes om hans arbetsgivares märkliga beteende. Utöver detta är hans maka Lady Beatrice (Elizabeth Weaver) också förändrad och stallpojken Joe (Jude Law) försvunnen.                                                                                                  |
| 30 | "The Boscombe Valley Mystery"              | "The Boscombe Valley Mystery"                 | 14 mars 1991     | Holmes kallas in för att hjälpa James McCarthy (James Purefoy), då hans far William (Leslie Schofield) dödats efter att de haft ett häftigt gräl (ämnet vägrar sonen avslöja) och unga McCarthy anklagas för brottet. Den enda som tror på hans oskuld är barndomsvännen Alice Turner (Joanna Roth), hennes far John (Peter Vaughan) vill dock inte att hon ska ha något att göra med McCarthys.                                                   |
| 31 | "The Illustrious Client"                   | "The Adventure of the Illustrious Client"     | 21 mars 1991     | Sir James Damery (David Langton) ber Holmes om hjälp med att hindra Miss Violet Merville (Abigail Cruttenden), en förmögen generals dotter från att gifta sig med en kurtiserande och förförisk man, Baron Gruner (Anthony Valentine), som misstänks ha mördat sin första fru och nu slagit sina klor i henne. Till sin hjälp tar Holmes Kitty Winter (Kim Thomson), en kvinna som tidigare blivit offer för baronens sadism.                      |
| 32 | "The Creeping Man"                         | "The Adventure of the Creeping Man"           | 28 mars 1991     | Edith (Sarah Woodward), dottern till professor Presbury (Charles Kay) vaknar en natt av att någon bankar på hennes sovrumsfönster på andra våningen, vilket får henne att svimma av skräck. Hennes fästman och professorns assistent, Jack Bennett (Adrian Lukis) kontaktar motvilligt Holmes för att lösa gåtan. Efter att ha utrett det hela förbinder Holmes detta med ett antal stölder den senaste tiden på närbelägna zoologiska trädgårdar. |
| 33 | "The Master Blackmailer"                   | "The Adventure of Charles Augustus Milverton" | 2 januari 1992   | Holmes och Watson försöker att ödelägga den ökände utpressaren Charles Augustus Milvertons (Robert Hardy) planer på att utpressa Lady Eva Blackwell (Serena Gordon). Men ärendet är inte enkelt och Holmes måste offra såväl sin moral som sin hedervärda karriär för att stoppa Milverton från att ödelägga hennes äktenskap. |
| 34 | "The Last Vampyre"                         | "The Adventure of the Sussex Vampire"         | 27 januari 1993  | Sherlock Holmes kallas in av Rob Ferguson (Keith Barron) för att undersöka en serie dödsfall som verkar vara relaterade till John Stockton (Roy Marsden), som ryktas härstamma från en lokal familj av vampyrer. Fergusons tonårsson från ett tidigare äktenskap Jack (Richard Dempsey) och nya peruanska hustru Carlotta (Yolanda Vazquez) dras också in i mysteriet, är även hon en vampyr och är det därför Jack och hon är osams?              |
| 35 | "The Eligible Bachelor"                    | "The Adventure of the Noble Bachelor"         | 3 februari 1993  | Holmes plågas av återkommande mardrömmar då han hjälper till med att hitta Lord Robert St. Simons (Simon Williams) försvunna brud, Miss Hatty Doran (Paris Jefferson). Strax innan bröllopet har en mystisk kvinna i slöja (Anna Calder-Marshall) visat sig, och även Lord Roberts tidigare älskarinna, dansösen Flora Miller (Joanna McCallum) verkar ha något emot äktenskapet, men vad har detta med brudens försvinnande att göra?             |

### The Memoirs of Sherlock Holmes(1994)
| Nr | Titel                  | Baserad på                                                                 | Sändningsdatum | Synopsis |
| -- | ---------------------- | -------------------------------------------------------------------------- | -------------- | --- |
| 36 | "The Three Gables"     | "The Adventure of the Three Gables"                                        | 7 mars 1994    | Efter hennes barnbarn Douglas Maberleys (Gary Cady) död konsulterar Mary Maberley (Mary Ellis), Holmes efter att ha nekat ett besynnerligt erbjudande om att köpa hennes hus inklusive precis allt innehåll. Douglas har haft en kärleksrelation med en äldre societetskvinna, Isadora Klein (Claudine Auger), vilken koppling har hon till det inträffade? |
| 37 | "The Dying Detective"  | "The Adventure of the Dying Detective"                                     | 14 mars 1994   | När Victor Savage (Hugh Bonneville) börjar använda opium och uppför sig konstigt, konsulterar hans maka Adelaide Savage (Susannah Harker) Holmes. Victor dör, och Holmes misstänker dennes kusin, Culverton Smith (Jonathan Hyde), som är kunnig i sällsynta sjukdomar.                                                                                     |
| 38 | "The Golden Pince-Nez" | "The Adventure of the Golden Pince-Nez"                                    | 21 mars 1994   | Kommissarie Stanley Hopkins (Nigel Planer) konsulterar Sherlock och Mycroft angående mordet på professor Coramds (Frank Finlay) sekreterare Willoughby Smith (Christopher Guard) som dog med en kvinnas pincené i händerna. Bröderna Holmes tar upp jakten på den mystiska kvinnan som lämnat dessa efter sig.                                              |
| 39 | "The Red Circle"       | "The Adventure of the Red Circle"                                          | 28 mars 1994   | Mrs. Hudson ber Holmes om att hjälpa hennes vän Mrs. Warren (Betty Marsden) med en hyresgäst som insisterar på att ingen får komma in i dennes rum. Tack vare detta blir hans hemliga förflutna upptäckt. |
| 40 | "The Mazarin Stone"    | "The Adventure of the Mazarin Stone" The Adventure of the Three Garridebs" | 4 april 1994   | Mycroft undersöker stölden av Mazarinstenen från ett museum och Watson sköter om ärendet med ett stort arv som först kan lösas ut om en tredje person med efternamnet Garrideb kan lokaliseras. |
| 41 | "The Cardboard Box"    | "The Adventure of the Cardboard Box"                                       | 11 april 1994  | Då Susan Cushing (Joanna David) får två avhuggna öron tillsänt sig i en papperskartong förbinder Holmes fallet med hennes försvunna syster Mary. Han misstänker systerns make Jim Browner (Ciarán Hinds) för att ligga bakom det hela. |

## Ej filmatiserade berättelser
Även om detta är de hittills mest omfattande filmatiseringarna av berättelserna om Sherlock Holmes, så saknar Granada-serien ändå arton berättelser, efter skådespelaren Jeremy Bretts plötsliga död 1995. Dessa består av två romaner och sexton noveller. 
Romaner
- En studie i rött
- Fasans dal

Noveller
- "Den försvunne brudgummen (A case of identity)"
- "De fem apelsinkärnorna (The Five Orange Pips)"
- "Den avhuggna tummen (The Engineer's Thumb)"
- "Beryllkronan (The Beryl Coronet)"
- "Det gula ansiktet (The Yellow Face)"
- "Börsmäklarens biträde (The Stockbroker's Clerk)"
- "Gloria Scott (The "Gloria Scott")"
- "Lantjunkarna i Reigate (The Reigate Squires)"
- "Svarte Peter (Black Peter)"
- "De tre studenterna (The Three Students)"
- "Den försvunne rugbybacken (The Missing Three-Quarter)"
- "Hans sista bragd (His Last Bow)"
- "Den dödsbleke soldaten (The Blanched Soldier)"
- "Tre herrar Garrideb" (Även om en del element i denna berättelse återfinns i "The Mazarin Stone")
- "Lejonmanen (The Lion's Mane)"
- "Den beslöjade hyresgästen (The Veiled Lodger)" (Även om en del element i denna berättelse återfinns i "The Adventure of the Noble Bachelor")
- "Färghandlarens kassavalv (The Retired Colourman)"